# Raimond Aumann
Raimond Aumann (Augusta, 12 ottobre 1963) è un ex calciatore tedesco, di ruolo portiere.
Era soprannominato Baloo.

## Carriera

### Club

Aumann al Bayern Monaco nel 1990, in uscita sul milanista van Basten durante la semifinale di andata della Coppa dei Campioni.

È stato calciatore professionista in Bundesliga tra il 1982 e il 1994. Nei primi due anni è stato solo riserva nel Bayern Monaco. Nel 1984 è diventato il numero 1 per la prima volta, prima di infortunarsi nel novembre 1985. Quando Jean-Marie Pfaff lasciò il Bayern Monaco, nel 1988, Aumann diventò il titolare.
Tra il 1988 e il 1990 giocò con il Bayern Monaco nelle competizioni europee. In particolare, Aumann fu determinante nella gara di ritorno del terzo turno di Coppa UEFA 1988-1989, giocata e vinta 3-1 dal Bayern Monaco a San Siro contro l'Inter dopo la sconfitta interna subita all'andata per 0-2. La stagione successiva, 1989-1990, il Bayern Monaco uscì dalla Coppa dei Campioni in semifinale contro il Milan.
Con il Bayern Monaco ha vinto sei campionati tedeschi (nel 1984-1985, 1985-1986, 1986-1987, 1988-1989, 1989-1990 e 1993-1994). Ha anche vinto due volte la Coppa di Germania, prima di trasferirsi nel 1994 al Beşiktaş, dove ha vinto il campionato turco nel 1995.
Si ritirò dal calcio nel novembre 1995.

### Nazionale
Ha giocato quattro volte in nazionale nel 1989 e 1990, difendendo la porta della Germania Ovest, rappresentativa con la quale ha vinto la Coppa del mondo 1990, disputata in Italia, senza mai scendere in campo. Aveva esordito il 6 settembre 1989 nel corso dell'amichevole contro l'Irlanda, entrando in campo al posto di Bodo Illgner. Giocò in tutto quattro partite in nazionale, subendo l'unico gol su rigore segnato da Stefan Rehn nel corso dell'ultima gara, l'amichevole contro la Svezia giocata il 10 ottobre 1990: fu quella anche l'unica gara disputata per intero.

## Statistiche

### Cronologia presenze e reti in nazionale
| Cronologia completa delle presenze e delle reti in nazionale ― Germania Ovest | Cronologia completa delle presenze e delle reti in nazionale ― Germania Ovest | Cronologia completa delle presenze e delle reti in nazionale ― Germania Ovest | Cronologia completa delle presenze e delle reti in nazionale ― Germania Ovest | Cronologia completa delle presenze e delle reti in nazionale ― Germania Ovest | Cronologia completa delle presenze e delle reti in nazionale ― Germania Ovest | Cronologia completa delle presenze e delle reti in nazionale ― Germania Ovest | Cronologia completa delle presenze e delle reti in nazionale ― Germania Ovest |
| Data                                                                          | Città                                                                         | In casa                                                                       | Risultato                                                                     | Ospiti                                                                        | Competizione                                                                  | Reti                                                                          | Note                                                                          |
| ----------------------------------------------------------------------------- | ----------------------------------------------------------------------------- | ----------------------------------------------------------------------------- | ----------------------------------------------------------------------------- | ----------------------------------------------------------------------------- | ----------------------------------------------------------------------------- | ----------------------------------------------------------------------------- | ----------------------------------------------------------------------------- |
| 6-9-1989                                                                      | Dublino                                                                       | Irlanda                                                                       | 1 – 1                                                                         | Germania Ovest                                                                | Amichevole                                                                    | -                                                                             | 46’                                                                           |
| 25-4-1990                                                                     | Stoccarda                                                                     | Germania Ovest                                                                | 3 – 3                                                                         | Uruguay                                                                       | Amichevole                                                                    | -3                                                                            | 46’                                                                           |
| 30-5-1990                                                                     | Gelsenkirchen                                                                 | Germania Ovest                                                                | 1 – 0                                                                         | Danimarca                                                                     | Amichevole                                                                    | -                                                                             | 46’                                                                           |
| Totale                                                                        |                                                                               | Presenze                                                                      | 3                                                                             |                                                                               | Reti                                                                          | -3                                                                            |                                                                               |

| Cronologia completa delle presenze e delle reti in nazionale ― Germania | Cronologia completa delle presenze e delle reti in nazionale ― Germania | Cronologia completa delle presenze e delle reti in nazionale ― Germania | Cronologia completa delle presenze e delle reti in nazionale ― Germania | Cronologia completa delle presenze e delle reti in nazionale ― Germania | Cronologia completa delle presenze e delle reti in nazionale ― Germania | Cronologia completa delle presenze e delle reti in nazionale ― Germania | Cronologia completa delle presenze e delle reti in nazionale ― Germania |
| Data                                                                    | Città                                                                   | In casa                                                                 | Risultato                                                               | Ospiti                                                                  | Competizione                                                            | Reti                                                                    | Note                                                                    |
| ----------------------------------------------------------------------- | ----------------------------------------------------------------------- | ----------------------------------------------------------------------- | ----------------------------------------------------------------------- | ----------------------------------------------------------------------- | ----------------------------------------------------------------------- | ----------------------------------------------------------------------- | ----------------------------------------------------------------------- |
| 10-10-1990                                                              | Solna                                                                   | Svezia                                                                  | 1 – 3                                                                   | Germania                                                                | Amichevole                                                              | -1                                                                      |                                                                         |
| Totale                                                                  |                                                                         | Presenze                                                                | 1                                                                       |                                                                         | Reti                                                                    | -1                                                                      |                                                                         |

## Palmarès

### Club
- Coppa di Germania: 2

Bayern Monaco: 1983-1984, 1985-1986
- Campionato tedesco: 6

Bayern Monaco: 1984-1985, 1985-1986, 1986-1987, 1988-1989, 1989-1990, 1993-1994
- Supercoppa di Germania: 2

Bayern Monaco: 1987, 1990
- Campionato turco: 1

Beşiktaş: 1994-1995

### Nazionale
- Campionato mondiale: 1

Italia 1990